# Helen de Guerry Simpson
Helen de Guerry Simpson (geboren am 1. Dezember 1897 in Sydney, New South Wales, Australien; gestorben am 14. Oktober 1940 in Overbury, Worcestershire, England) war eine australische Schriftstellerin und Politikerin der britischen Liberal Party.

## Leben
Helen de Guerry Simpson wurde 1897 in Sydney geboren. Ihre Familie hatte sich vor mehr als 100 Jahren in New South Wales angesiedelt. Simpsons Urgroßvater, Piers Simpson R.N., war verwandt mit Sir Thomas Mitchell, und ihr Großvater mütterlicherseits, der Marquis de Lauret, siedelte sich in Goulburn an, etwa 50 Jahre vor ihrer Geburt. Der Vater, Edward Percy Simpson, war ein bekannter Anwalt in Sydney und verheiratet mit Anne de Lauret. Helen Simpson wurde am Rose Bay Konvent (heute Kincoppal Rose Bay, School of Sacred Heart) und in Abbotsleigh, Wahroonga ausgebildet. 1914 ging sie für einen höheren Bildungsabschluss nach Frankreich. Beim Ausbruch des Ersten Weltkriegs floh sie nach England und wurde von der Admiralität zum Übersetzen decodierter Nachrichten eingestellt. Später ging sie nach Oxford, studierte dort Musik, fiel jedoch durch die Bachelor-Prüfung und begann daraufhin mit ihrer Tätigkeit als Schriftstellerin.
Simpson heiratete 1927 Denis Browne, einen Australier, der in London als Chirurg praktizierte, ein Neffe von Thomas Alexander Browne (Rolf Boldrewood).
1940 wurde sie krank und unterzog sich einer lebensrettenden Operation, starb aber an Krebs nach monatelangem Leiden am 14. Oktober 1940. Helen und Denis Browne hatten eine Tochter, Clemence, benannt nach der Schriftstellerin Clemence Dane, mit der sie gemeinsame Werke verfasst hatte.

## Werk
Als erstes erschien ihr Werk Philosophies in Little, eine kleine Gedichtsammlung, 1921 publiziert in Sydney als limitierte Auflage. Es bekam wenig Aufmerksamkeit aber wurde von Percival Serle in seine Liste wichtiger Sammlungen Bibliography of Australasian Poetry and Verse (publiziert 1925) aufgenommen. Das teilweise in Blankversen verfasste Theaterstück A Man of His Time, basierend auf dem Leben von Benvenuto Cellini, wurde von McMahons repertory company in Sydney aufgeführt und dort von Angus and Robertson 1923 publiziert. Simpsons erster Roman, Acquittal, erschien in London 1925, darauf folgte The Baseless Fabric (Kurzgeschichten) und Cups, Wands and Swords (1927). The Women's Comedy (Theaterstück) wurde privat gedruckt.
Mumbudget, eine Märchensammlung, erschien 1928 gefolgt von The Desolate House (1929) und Vantage Striker (1931). Diese Bücher hatten vergleichsweise wenig Erfolg. Erst mit dem 1932 publizierten Boomerang wurde Helen Simpson erfolgreich. Dieses war ein langer, weitläufiger Roman, in dem die Handlung in Paris begann, Ende des 18. Jahrhunderts, über die ganze Welt wanderte, und in den Schützengräben Frankreichs während des Ersten Weltkriegs endete. Es wurde mit dem James Tait Black Memorial Prize für Belletristik ausgezeichnet und 1937 von William Power für das Radio dramatisiert. 1933 erschien The Woman on the Beast, welches aus einem Prolog, drei Büchern und einem Epilog bestand. Die drei Bücher haben keinen inhaltlichen Zusammenhang. Es sind drei Kurzromane mit dem gleichen Grundthema: Die schlimmsten Taten werden mit den scheinbar besten Absichten getan. Ein historischer Roman, Saraband for Dead Lovers, kam 1935 heraus, genauso wie The Female Felon, eine lange Kurzgeschichte. Saraband for Dead Lovers wurde 1948 zur Vorlage des gleichnamigen Films von Basil Dearden. 
Zu den bereits erwähnten Büchern, war Simpson auch Autorin zweier historischer Biographien, The Spanish Marriage(1933) und Henry VIII (1934). The Happy Housewife, ein Buch über Haushaltsmanagement, wurde 1934 publiziert. A Woman Among Wild Men, ein Bericht über das Leben von Mary Kingsley, kam 1938 heraus. The Waiting City, welches 1933 erschien, ist ihre Übersetzung einer Auswahl von Louis Sebastien Mercier`s Le Tableau de Paris. Drei Romane, Enter Sir John (1929), Printers Devil (1930) und Re-enter Sir John (1932) verfasste sie zusammen mit Clemence Dane. Enter Sir John wurde verfilmt als Murder! (1930) von Alfred Hitchcock, der später auch Under Capricorn (1949) verfilmte. Helen Simpson schrieb ebenso Teile der Dialoge für Hitchcocks Film Sabotage (1936).
1937 ging Simpson nach Australien um für die Australian Broadcasting Corporation zu arbeiten. Sie hielt eine Reihe von Vorträgen, und sammelte Material für ihren Roman Under Capricorn, welcher 1937 erschien und 100 Jahre zuvor in Sydney spielt. Ihr letzter Roman Maid No More wurde 1940 publiziert.

## Politik
1939 wurde sie von der Isle of Wight Liberal Association als deren Kandidatin für das Parlament in den Unterhauswahlen aufgestellt. Der Sitz wurde von den Konservativen gehalten, aber von den Liberalen wurde erwartet, dass sie große Anstrengungen unternähmen, den Sitz wieder zu erlangen, den sie zuletzt 1923 gewonnen hatten. Simpson wohnte der Versammlung der Liberal Party in Scarborough 1937 bei und reiste als Rednerin für ihre Partei durch England.

## Veröffentlichungen

### Romane
- Acquittal (1925)
- Cups, Wands and Swords (1927)
- Enter Sir John mit Clemence Dane (1928)
- The Desolate House (1929)
- Author Unknown mit Clemence Dane (1930)
- Vantage Striker (1931)
- Boomerang (1932)
- Re-Enter Sir John mit Clemence Dane (1932)
- The Woman on the Beast : Viewed from Three Angles (1933)
- Saraband for Dead Lovers (1935)
- The Female Felon (1935)
- Under Capricorn (1937)
- Maid No More (1940)

### Sammlungen
- Philosophies in Little (1921) Gedichte
- The Baseless Fabric (1925) Kurzgeschichten
- Mumbudget (1928) Märchen
- Heartsease and Honesty : Being the Pastimes of the Sieur de Grammont (1935) Übersetzung
- The Outcast and The Rite : Stories of Landscape and Fear, 1925-1938 ; edited by Melissa Edmundson, Bath : Handheld Press, 2022, ISBN 978-1-912766-60-4

### Biographien
- The Spanish marriage (1933)
- Henry VIII (1934)

### Theaterstücke
- A Man of His Time : A Play (1923)
- For One Act Plays (1923)
- The Women's Comedy (1926)